# (875) Ninfa
(875) Ninfa es un asteroide perteneciente al cinturón de asteroides descubierto el 19 de mayo de 1917 por Maximilian Franz Wolf desde el observatorio de Heidelberg-Königstuhl, Alemania.
Está nombrado por las ninfas, un grupo de diosas de la mitología griega.
Forma parte de la familia asteroidal de María.